# Triệu Thiện Chính
Triệu Thiện Chính (thế kỷ 10), vị vua sáng lập đồng thời cũng là vị vua duy nhất của vương quốc chỉ tồn tại trong một khoảng thời gian rất ngắn ngủi trong lịch sử Vân Nam là Đại Thiên Hưng.
Triệu Thiện Chính nguyên là thanh bình quan (tể tướng) của vương quốc Đại Trường Hòa. Năm 928, Đông Xuyên tiết độ sứ Dương Càn Trinh cùng Triệu Thiện Chính giết Cung Huệ hoàng đế Trịnh Long Đản, và Triệu Thiện Chính tự lập làm hoàng đế, đổi tên nước thành Đại Thiên Hưng (còn gọi là Hưng Nguyên), đổi niên hiệu thành Tôn Thánh. Nhà nước Đại Thiên Hưng tồn tại trong 10 tháng. Năm sau, Dương Càn Trinh phế Triệu Thiện Chính để tự lập làm hoàng đế, đổi tên nước thành Đại Nghĩa Ninh. Thụy hiệu của Triệu Thiện Chính là Điệu Khang hoàng đế.